# Трес-Корасойнс
Трес-Корасойнс (порт. Três Corações) — муніципалітет в Бразилії, входить до складу штату Мінас-Жерайс. Є складовою частиною мезорегіону Південь і південний захід штату Мінас-Жерайс. Входить до економічно-статистичного мікрорегіону Варжинья. Населення становить 91 737 чоловік (станом на 2007 рік). Займає площу 825,924 км².
День міста — 23 вересня.

## Відомі уродженці
- Пеле — бразильський футболіст
- Карлус Луз — колишній президент Бразилії